# Jung CNTL 560 PS
Der Typ CNTL 560 PS ist eine normalspurige, dreiachsige Nassdampf-Tenderlokomotive (Achsfolge C) aus dem Nachkriegs-Typenprogramm der Lokomotivfabrik Arnold Jung in Jungenthal.

## Bauart und Bewährung
Die etwa 560 PSi starke und 45 km/h schnelle Type war für den Einsatz im mittelschweren Übergabe- und Verschubdienst von Industrie- und Werksbahnen konzipiert. Entsprechend dem vorgesehenen Einsatzzweck mit den dort auftretenden hohen Belastungen war der Rahmen besonders kräftig ausgeführt. Obwohl die Schweißtechnik im Lokomotivbau zu Beginn der 1950er Jahre bereits verbreitet war, wurden Kessel und Rahmen noch in der traditionellen Nietbauweise ausgeführt, lediglich Führerhaus und Vorratsbehälter waren geschweißt. Ab Werk besaßen die Loks Druckausgleich-Kolbenschieber der Bauart Müller. Die Maschine Nr. 10853 (s. u.) war zudem mit einem Mischvorwärmer ausgerüstet.
Von den Personalen wurden seinerzeit sowohl Laufruhe als auch Zugkraft der Lokomotiven gelobt. Bei den Lokmannschaften der Westfalenhütte, wo zwei der 560-PS-Maschinen liefen, galten sie als ebenso zugstark wie die parallel eingesetzten Vierkuppler von Henschel und Krauss-Maffei. Bei Gasteinsätzen der museal erhaltenen Lok Nr. 12037 (s. u.) abseits ihrer Stammstrecke, der Hespertalbahn, in den 1980er Jahren zeigte sich allerdings, dass die großen Zylinder bei zügiger Fahrt im Streckendienst schnell zur Kesselerschöpfung führten.

## Lieferung und Betreiber
Zwischen 1950 und 1956 wurden sieben Exemplare des Typs an verschiedene Betreiber geliefert; da einige der Lokomotiven ohne Kundenauftrag auf Vorrat gefertigt wurden, unterscheiden sich Baujahr und Lieferdatum teilweise erheblich:
| Fabr.-Nr. | Bau-/Lieferjahr | Ersteigentümer                                                    |
| --------- | --------------- | ----------------------------------------------------------------- |
| 10852     | 1950            | Deutsche Vacuum-Öl AG, Hamburg                                    |
| 10853     | 1950            | Hoesch AG, Westfalenhütte, Dortmund                               |
| 11566     | 1952            | Preussag, Bergwerk Barsinghausen                                  |
| 11567     | 1952            | Türkiye Damir ve Celik Fabrikalari Müessarsi (Stahlwerk), Karabük |
| 11568     | 1952            | Hoesch AG, Westfalenhütte, Dortmund                               |
| 12036     | 1954/1956       | Hibernia AG, Herne                                                |
| 12037     | 1954/1956       | Kommunales Elektrizitätswerk Mark AG, Hagen                       |

## Erhaltene Exemplare
Als einzige Vertreterin ihres Typs ist die Lokomotive mit der Fabriknummer 12037 erhalten geblieben. Seit 1978 ist sie im Besitz des Vereins Hespertalbahn e. V. in Essen-Kupferdreh, wo sie zunächst bis 2001 den Museumszug bespannte. Nach darauf folgender langer Abstellzeit und aufwändiger Hauptuntersuchung ist die Maschine seit Sommer 2017 wieder betriebsfähig und kommt regelmäßig auf der Hespertalbahn zum Einsatz.